# Пояс верности (БДСМ)

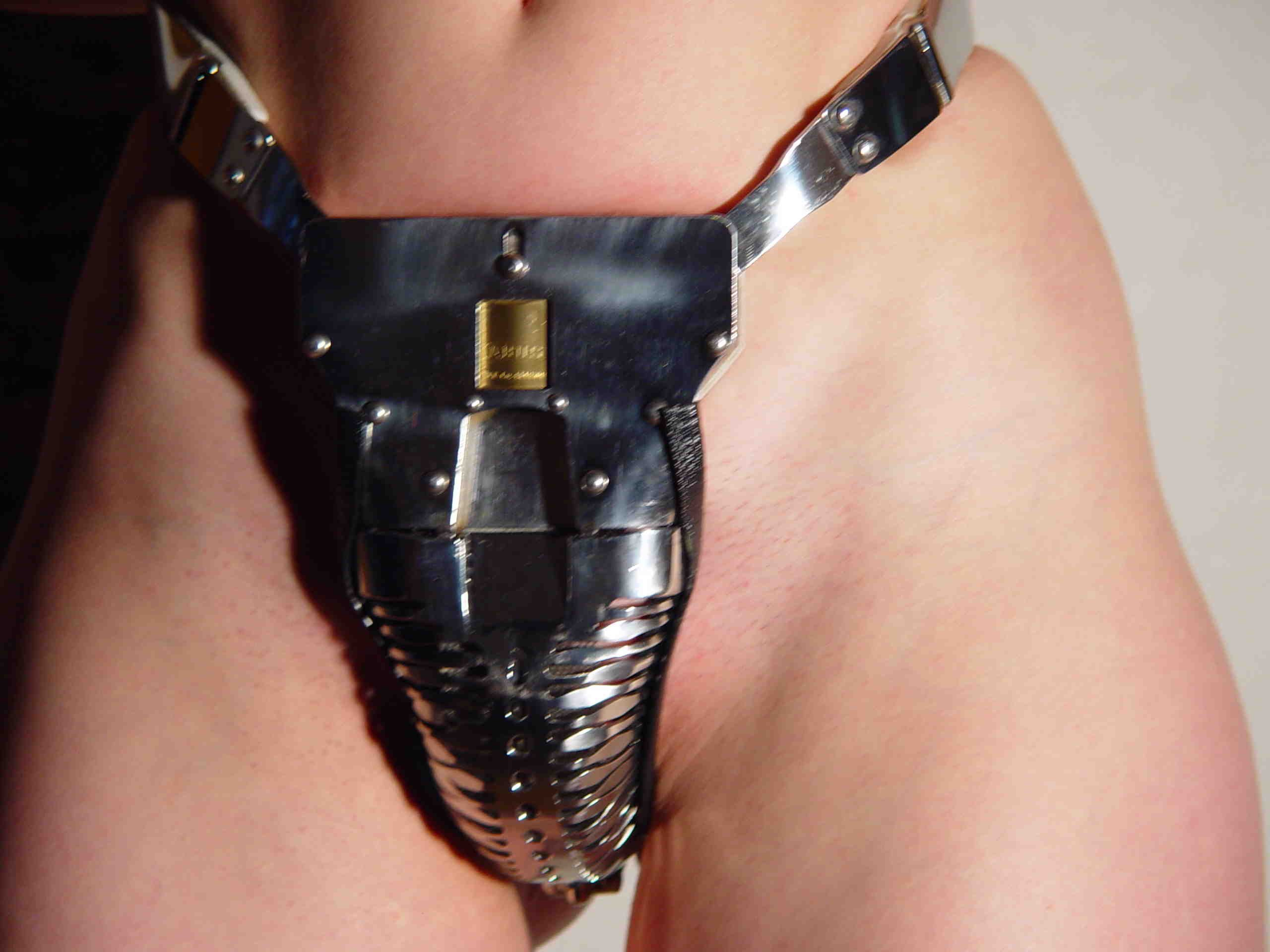
Женский пояс верности

Пояс верности — приспособление, используемое в БДСМ как часть практики «отрицания оргазма», чтобы помешать партнёру заниматься определенными видами сексуальной активности без разрешения «доминанта», который обладает ключом, отпирающим этот пояс; такого человека называют «держатель ключа».

## Описание
Пояс верности в большинстве случаев предотвращает половой акт, мастурбацию и оральный секс. Существуют модели, предназначенные как для женщин, так и для мужчин. Такие пояса могут использоваться во время БДСМ-игры (то есть разовое применение), а могут носиться продолжительное время (по указанию «доминанта»).
В англоязычном БДСМ-сообществе октябрь, называемый locktober, является месяцем, в течение которого одержимые фетишем воздержания стараются не заниматься сексом, для чего нередко используют пояса верности.
Носящий пояс в БДСМ-культуре считается «подчинённым». Надевая пояс верности, человек соглашается с передачей контроля над своим сексуальным поведением партнёру-доминанту, который владеет ключом и сам решает, когда «освободить» «подчинённого».
Многие современные пояса верности не мешают носящему физически прикасаться к своим гениталиям, но обычно они предотвращают половой акт и мастурбацию.
Существует множество онлайн-форумов, на которых люди обсуждают свой опыт пребывания в поясе верности.

## Женские пояса верности
Современные пояса верности для женщин, как правило, следуют традиционному «флорентийскому» образцу (названному в честь исторической ссылки на пояса верности во Флоренции в военном руководстве XV века Bellifortis), с лентой вокруг талии или бедер и «щитком», который проходит между ног, прикрывая гениталии.
Они обычно изготавливаются с аксессуарами для удовлетворения эротических фантазий и БДСМ-игр. Например, в прорези в щитке может находиться фаллоимитатор внутри влагалища носящей пояс, который может быть извлечен только держателем ключа; анальный щиток может принудительно удерживать анальную пробку внутри женщины.
Пояс верности не даёт возможности женщине заняться вагинальным/анальным сексом, но не мешает ей получить оргазм, например, путём «триббинга»; либо даже без прикосновений к телу (используя свою фантазию, тантрическую йогу).

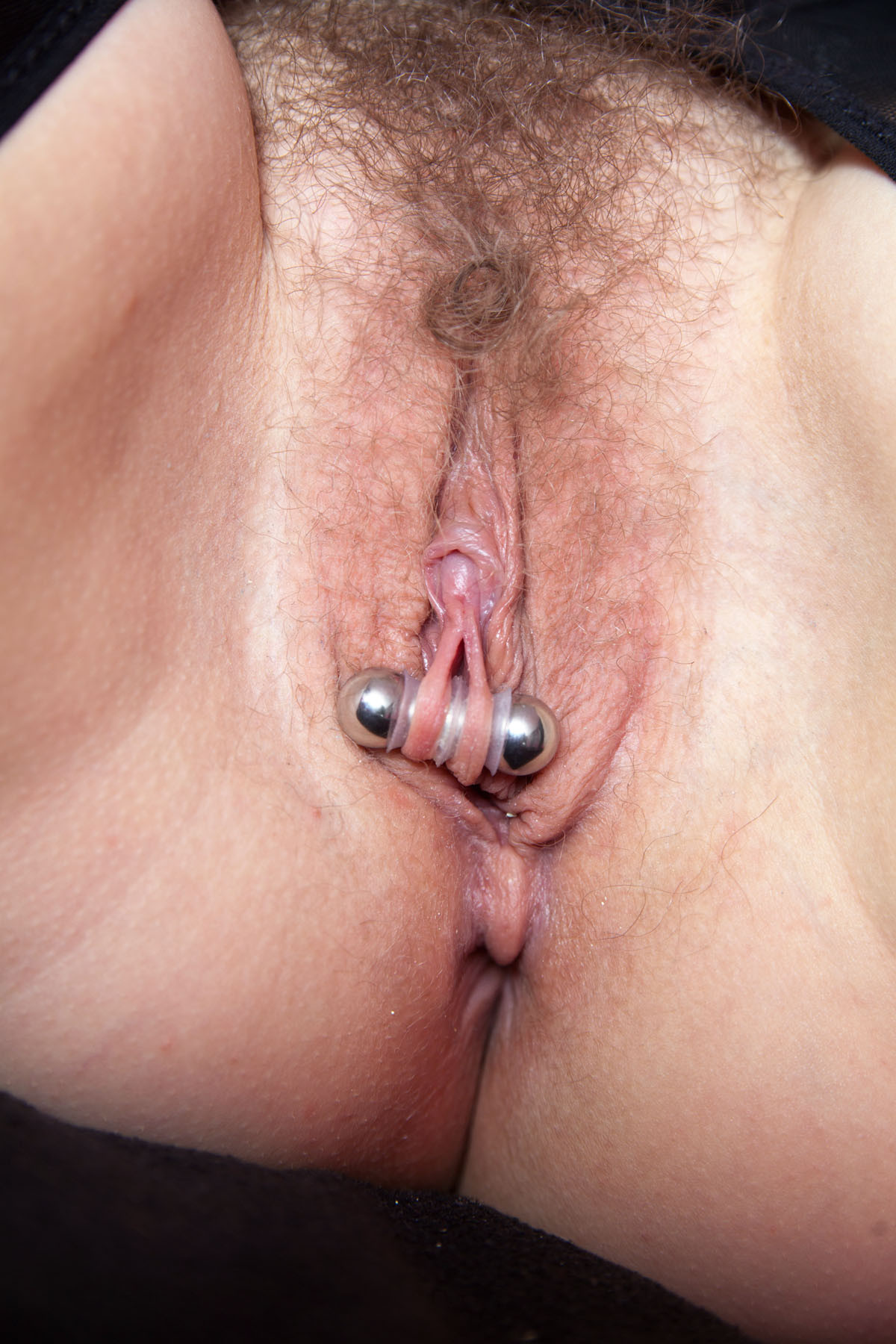
Проколотые половые губы с «пирсингом верности»
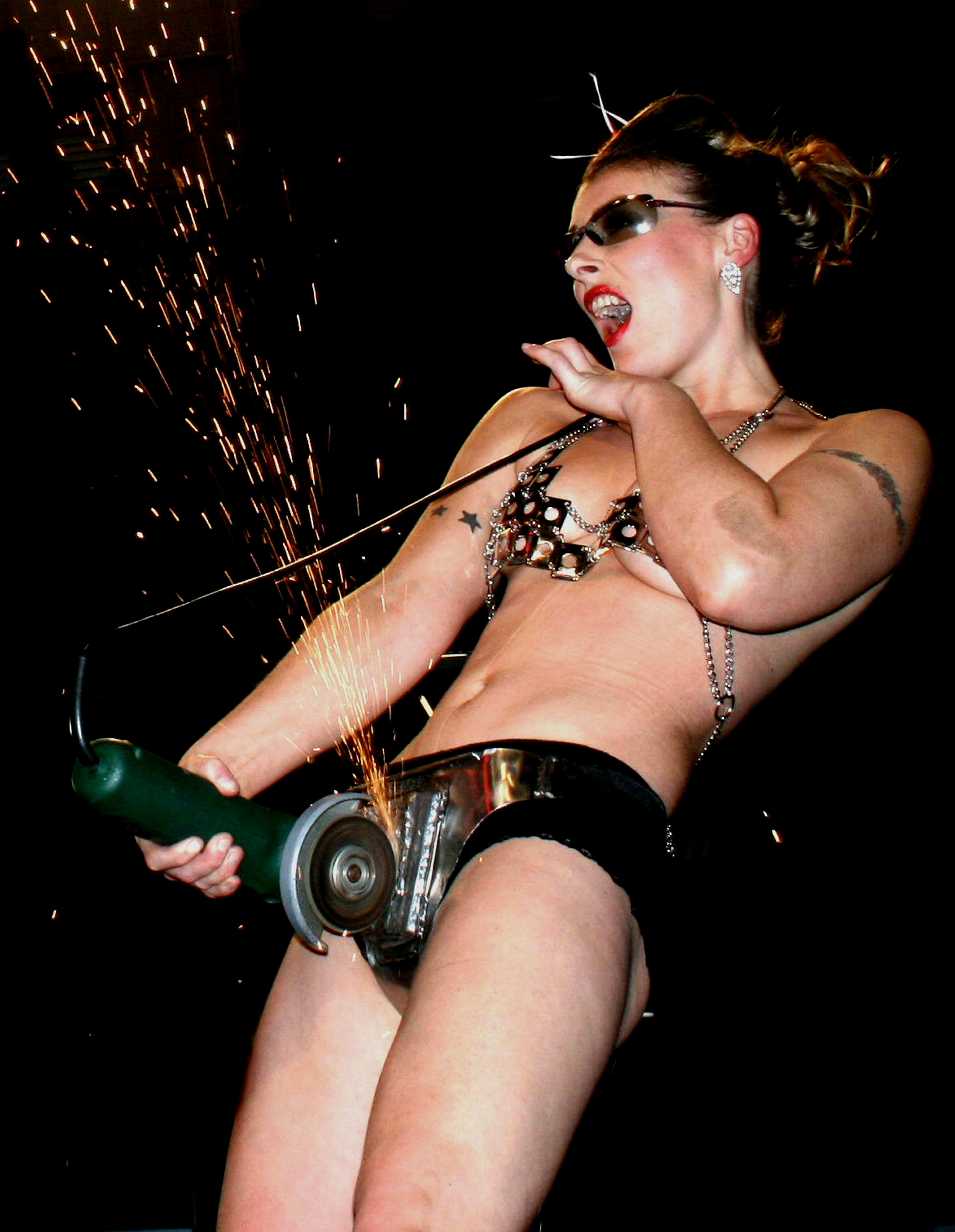
На шоу Erotica Olympia в Лондоне
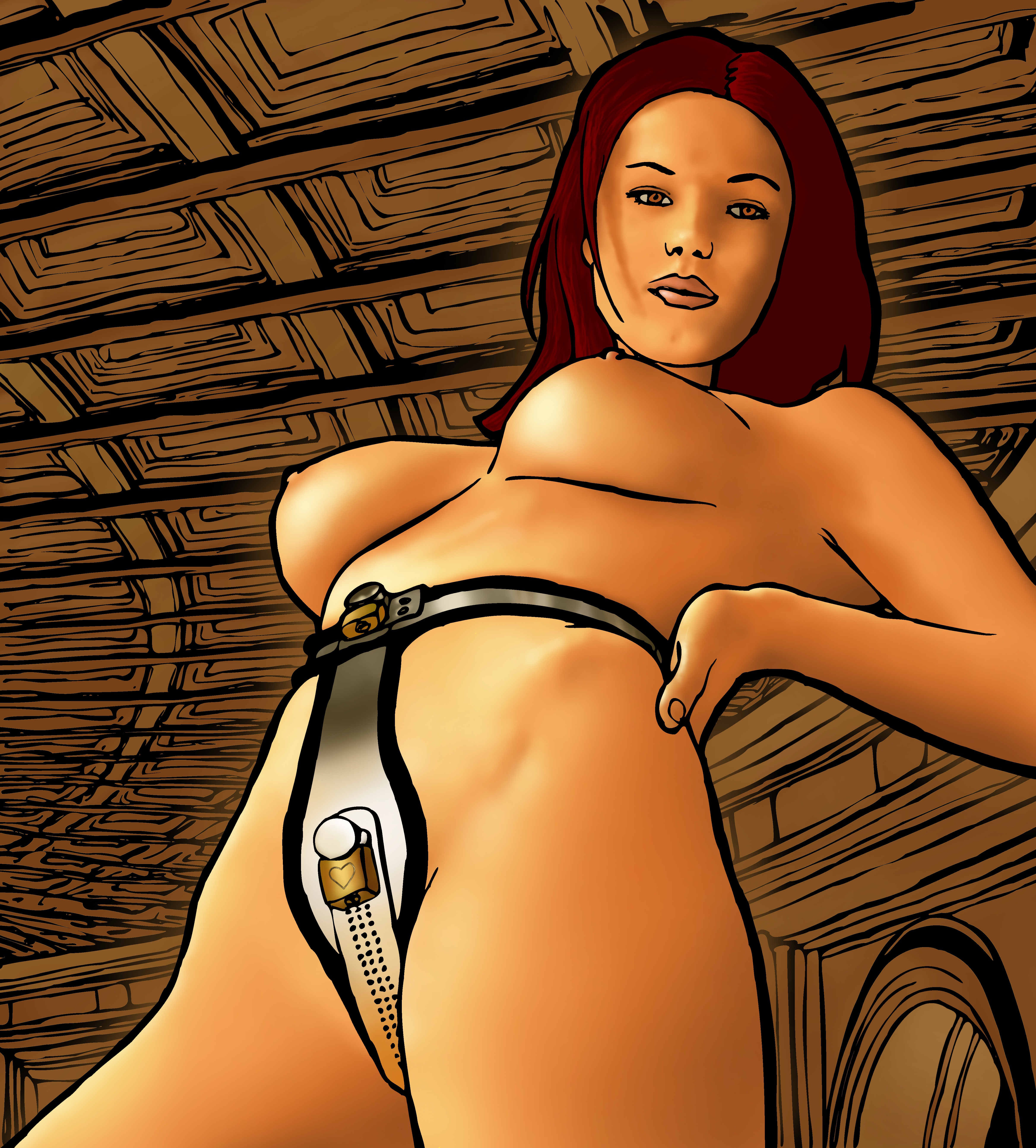

## Мужские пояса верности
Мужские пояса верности исторически не существовали (за исключением приспособлений времён викторианской Англии, для мальчиков и юношей, чтобы они не занимались мастурбацией), они появились лишь в современном мире, с развитием БДСМ-культуры. В принципе, конструктивно они не сильно отличаются от женских. Многие модели фиксируются при помощи навесных замочков, причём в некоторых разновидностях поясов их дужки скрыты, чтобы затруднить возможное разрезание.

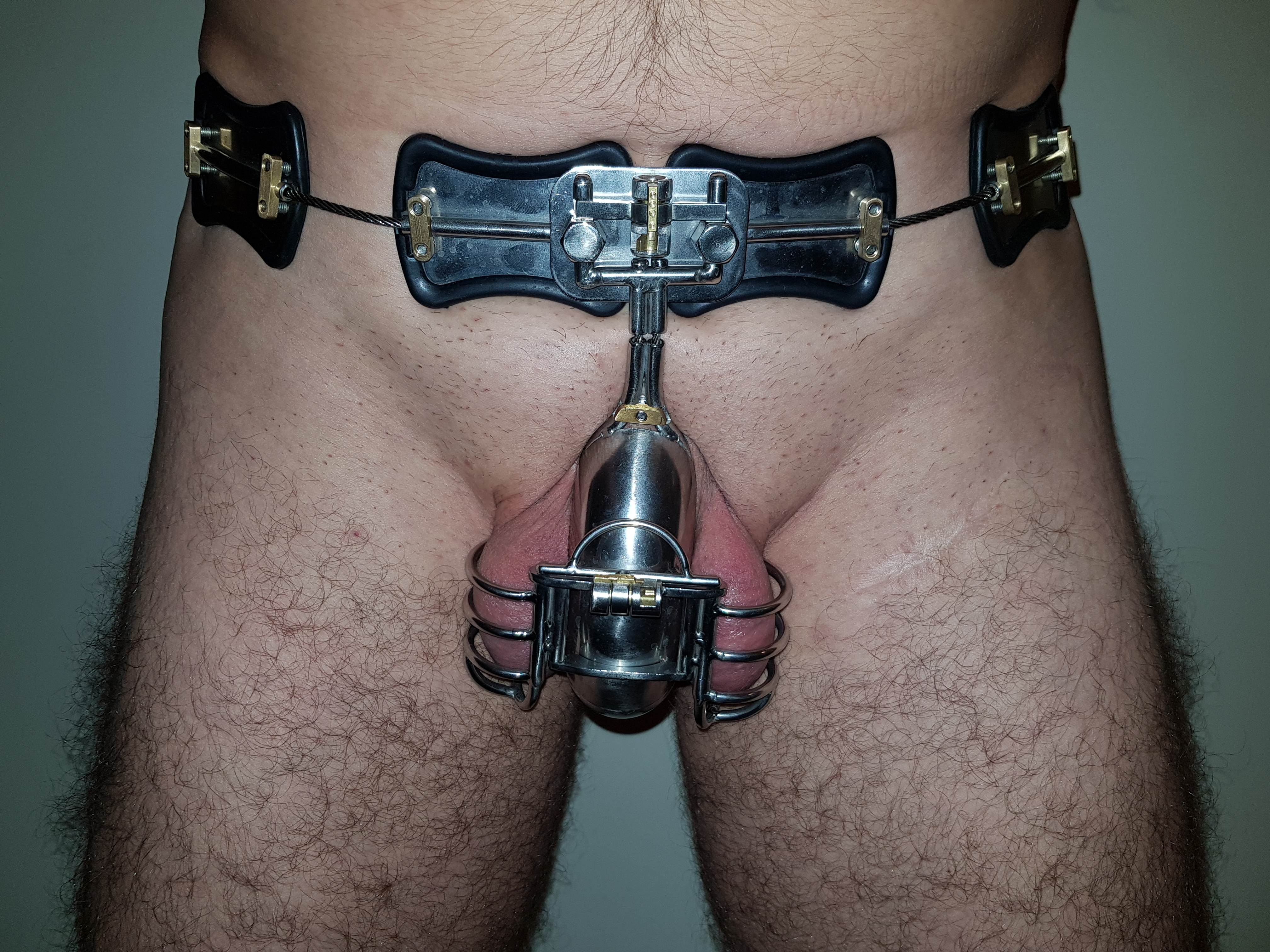
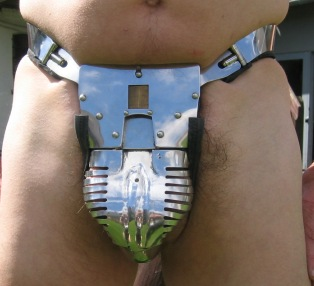

## Мужские «клетки верности»
«Клетка верности» является секс-игрушкой, она не предназначена для долговременного ношения. Эта «клетка» делает эрекцию некомфортной или даже невозможной, когда мужчина возбуждается; она предотвращает половой акт, мастурбацию, оральный секс с участием носящего её. «Клетка верности» часто используется в комбинации с шок-ошейником и «яйцесдавливателем».
Стандартная конструкция такой «клетки»: кольцо, установленное вокруг основания пениса позади мошонки, и трубка или клетка для пениса, которая удерживает половой орган, две части конструкции соединяются с помощью шарнира или штифта. «Клетка» сконструирована таким образом, что находящийся внутри пенис нельзя стимулировать непосредственно пальцами. Верхняя её часть имеет отверстие для пропускания мочи, также в конструкции могут быть предусмотрены дополнительные отверстия для вентиляции, облегчения длительного ношения, чистки.
Как и пояса верности, «клетки» фиксируются при помощи навесных замочков или пломб. Яички обычно находятся в фиксированном положении, под «клеткой», хотя некоторые модели имеют дополнительную чашечку, которая препятствует доступу ко всей области гениталий.
«Клетки верности» делаются из пластика (поликарбонат, АБС-пластик), силикона, нержавеющей стали. При этом проводились исследования, по результатам которых мужчин предупредили о небезопасности использования пластиковых «клеток», в которых может содержаться бисфенол А, могущий вызывать эстрогенную реакцию у мужчин, приводящую к гормональному дисбалансу и возможному уменьшению пениса.
Существуют «клетки верности» с дистанционным управлением, которыми владелец ключа может управлять через приложение для смартфона. Например, Cellmate, с поддержкой Bluetooth, разработанная Qiui. Когда «клетка» заперта, она удерживается штифтом. При нормальной работе стопорный штифт может быть снят только с помощью небольшого электродвигателя, который управляется встроенным микроконтроллером. Ряд моделей могут по желанию «доминанта» ударить разрядом тока по половому органу носящего «клетку».
«Трубка Лори» — для её ношения требуется проколоть уздечку головки полового члена, затем используется стержень или булавка для закрепления пирсинга и фиксации приспособления.

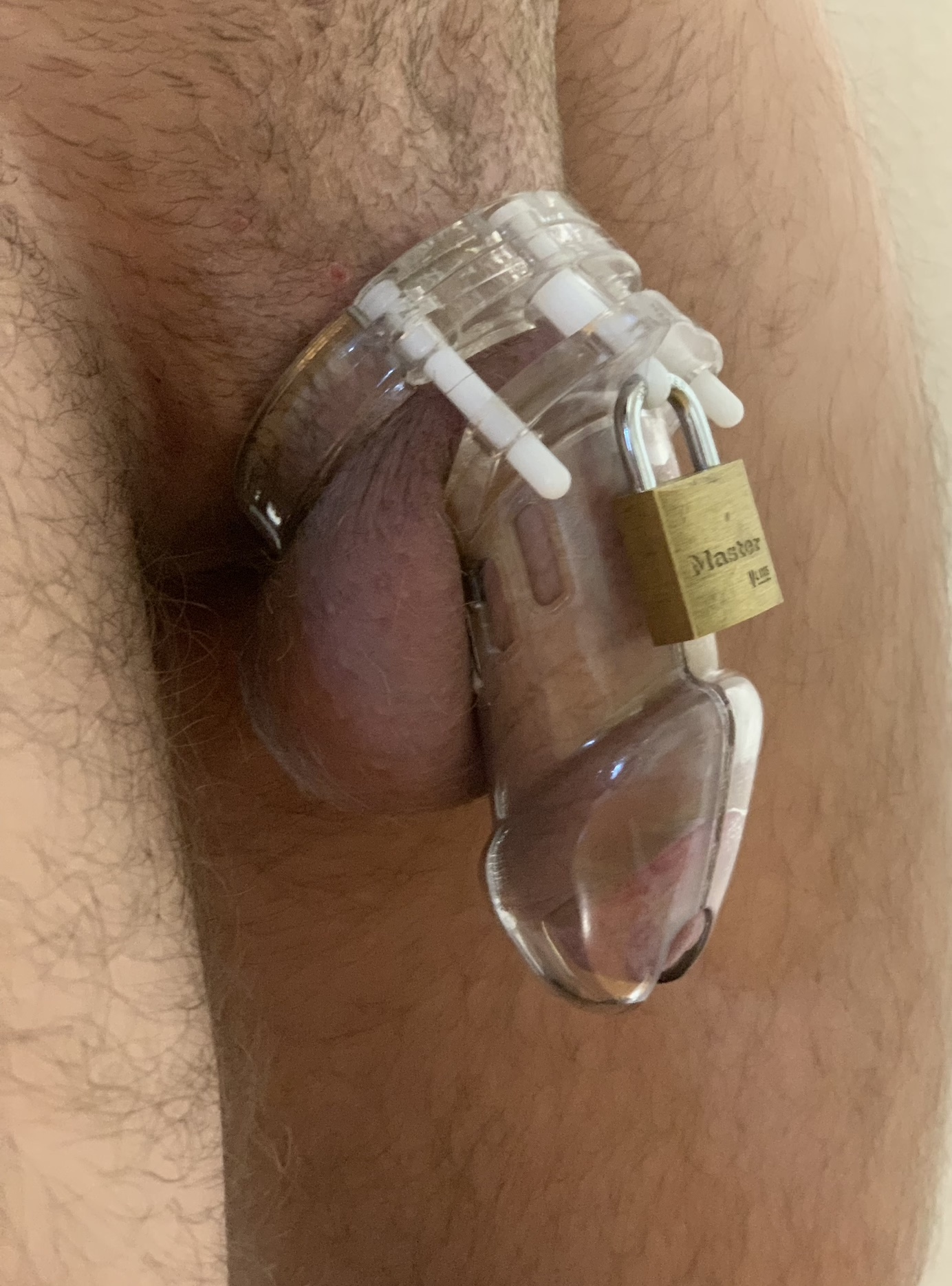
Пластиковая «клетка верности»
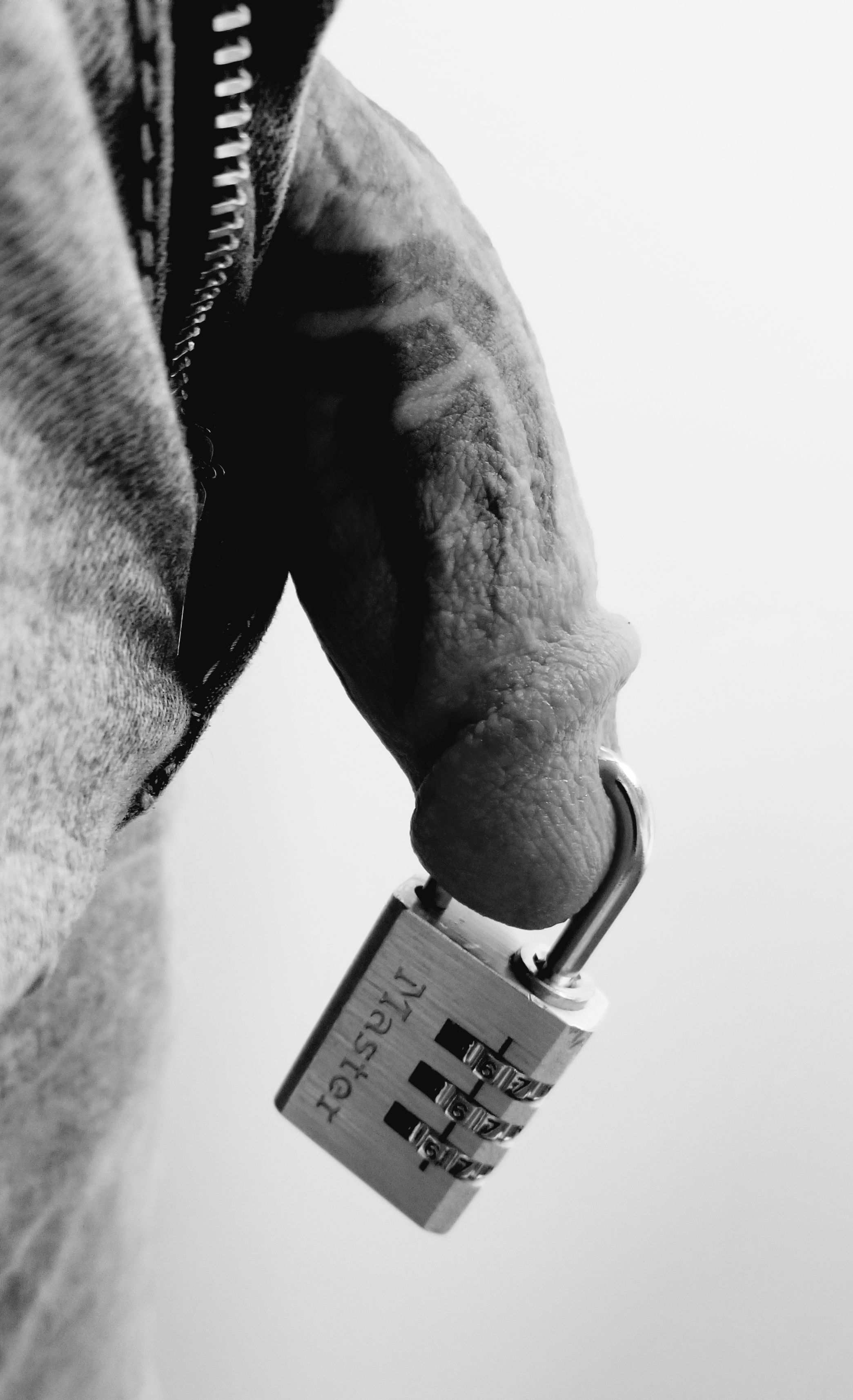
Замо́к, вставленный через пирсинг верности[англ.]
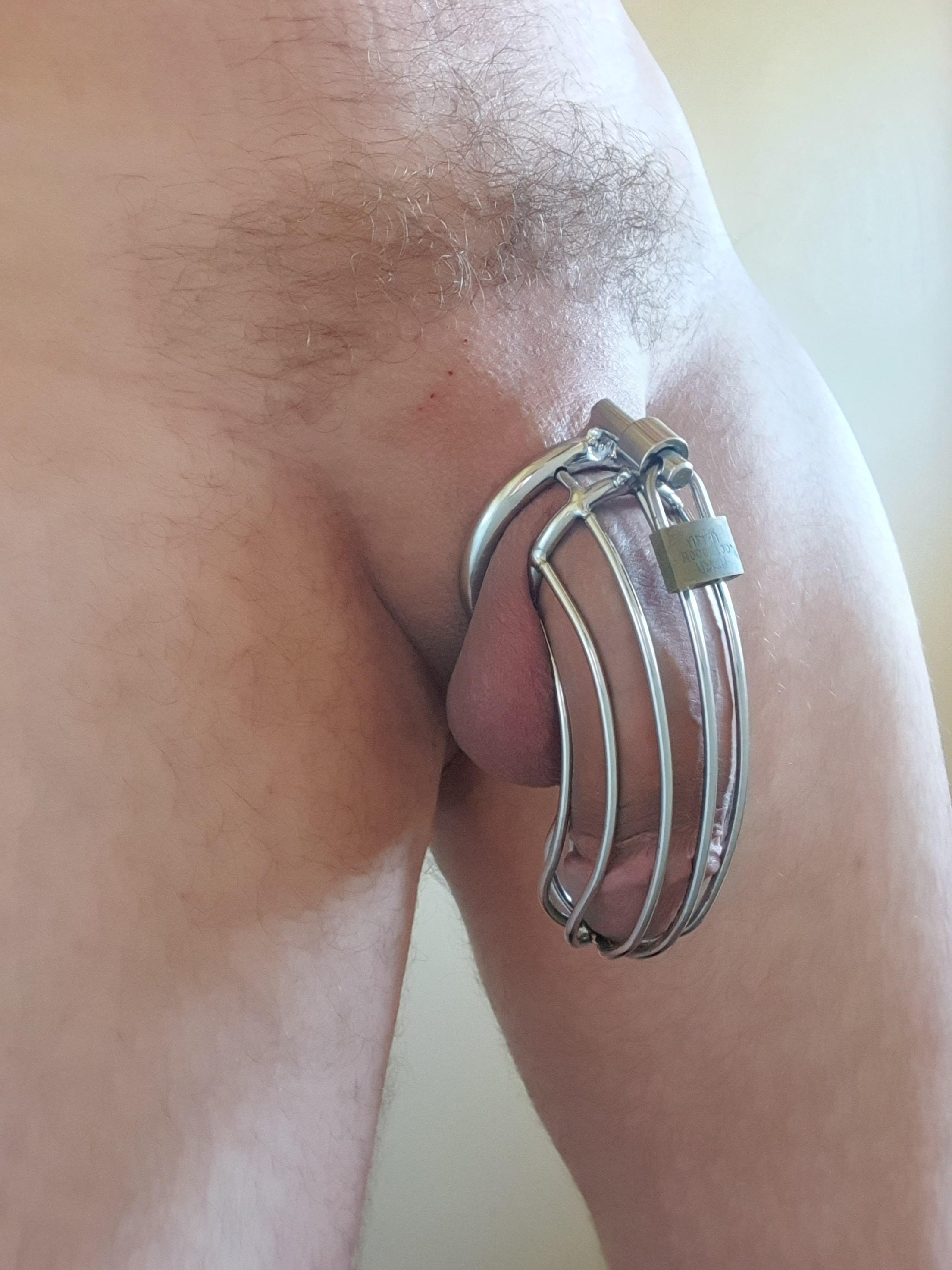
«Птичья клетка»

## Безопасность
«Клетка верности» должна быть надлежащего размера, подогнана и отрегулирована, чтобы быть надёжной и не повредить гениталии. Размер крепёжного кольца и расстояние между ним и собственно клеткой — две наиболее важные регулировки, которые можно произвести. Слишком тугое кольцо остановит кровоток, в то время как слишком свободное не будет полноценно исполнять свою функцию. Металлические пояса и клетки верности, предназначенные для длительного ношения, должны быть изготовлены из нержавеющей стали медицинского класса или титана, чтобы снизить риск аллергии на металл и реакции на токсичность металла.
При неправильном или слишком продолжительном ношении «клетки» (да и вообще любого схожего объекта) мужчина может получить травму, в частности так называемое «удушение пениса». Известны случаи, когда такое случалось, например, из-за потери ключей. Существует заблуждение, что «клетки верности» препятствуют возникновению эрекции, но это не так. Они контролируют эрекцию, но не предотвращают её, поскольку для этого потребовалось бы перекрыть приток крови к пенису, что очень опасно.

## Производство
БДСМ — пояса верности стали известны с 1956 года. Из-за разницы в анатомическом строении мужчин (рост, вес, объём талии, размер пениса и пр.) эти приспособления чаще всего делаются на заказ. Производство таких поясов является довольно специфической нишей, их делают кустарным способом. В 1974 году СМИ опубликовали заметку, в которой говорилось, что в Великобритании обанкротилась «единственная в мире фирма по производству поясов верности».
СМИ, в том числе крупные, несколько раз публиковали материалы о производителях поясов верности, некоторые из них привлекли внимание тем, что подавали заявки на освобождение от уплаты налогов на том основании, что их продукция является противозачаточным средством.
Хотя достоверных статистических данных об использовании поясов верности, конечно же, нет, отдельные отчёты производителей свидетельствуют о том, что большинство поясов, продаваемых в Европе и США, предназначены для мужчин, а женщины заказывают их себе в основном в качестве средства для предотвращения изнасилования.